# Lysiphlebia jiangchuanensis
Lysiphlebia jiangchuanensis är en stekelart som beskrevs av Wang och Zhiming Dong 1996. Lysiphlebia jiangchuanensis ingår i släktet Lysiphlebia och familjen bracksteklar. Inga underarter finns listade i Catalogue of Life.